# Thupten Ngodup
Ne doit pas être confondu avec Thubten Ngodup.
Thupten Ngodup tibétain : ཐུབ་བསྟན་དངོས་གྲུབ, Wylie : thub bstan dngos grub (1938, Gyatso, Shigatsé Tibet - 28 avril 1998, New Delhi, Inde) est un Tibétain qui s’est immolé par le feu le 27 avril 1998.

## Biographie
Thubten Ngodup est né en 1938 à Gyatso dans la région de Shigatsé. Il devient moine au monastère de Tashilhunpo à Shigatsé. En 1959, il fui le Tibet en passant par le Sikkim. Il travaille comme ouvrier routier à Bomdila pendant un an. Il se rend ensuite dans la colonie tibétaine de Bylakuppe, dans le sud de l'Inde. En octobre 1963, il s'enrôle dans la Special Frontier Force, l'aile tibétaine de l'armée indienne et sert dans les parachutistes durant la guerre d'indépendance du Bangladesh en 1971. Il prend sa retraite de l'armée en 1986. Il rejoint Dharamsala vers 1988 et travaille comme vacher pour le monastère de Dip Tsechokling, où il est aussi parfois cuisinier. Le monastère lui donne un petit terrain où il construit une petite hutte. En avril 1996, il rejoint le ministère de la sécurité en tant que messager-nettoyeur. Il démissionne de son poste en décembre 1996 pour participer à la marche tibétaine pour la paix en 1996. Il avait participé à la marche pour la paix de Dharamsala à New Delhi en mars 1995. Vers la fin de l'année 1996, il est admis à la maison de retraite pour anciens militaires à Herbertpur (en) près de Dehra Dun.
En 1998, le Congrès de la jeunesse tibétaine organise une grève de la faim de 6 Tibétains à New Delhi du 10 mars au 15 mai 1998 qui avait pour objectif la réouverture par les Nations unies de la question tibétaine, la nomination d'un envoyé spécial et d'un rapporteur spécial de l'ONU pour le Tibet. Après 49 jours, le groupe composé de 6 personnes dont une femme âgée de 62 ans, fut évacué de force par la police indienne, le jour précédent la visite en Inde de Fu Quanyou (en), un chef de l'armée chinoise. C'est alors que Thupten Ngodup s'est immolé. Un deuxième groupe composé de cinq hommes devait prendre la suite le 28 avril. Mais au 18e jours, le TYC suspendait la grève de la faim après l'engagement de la Norvège, de la Pologne, de la Hongrie, du Costa Rica et de l'Union européenne d'intervenir auprès du gouvernement chinois et de l'ONU.
Peu avant minuit le 28 avril, Ngodup est mort au Dr. Ram Manohar Lohia Hospital (en) de Delhi, quelques heures après une visite du dalaï-lama. Il lui avait dit de ne pas avoir de haine contre les Chinois. Ngodup avait fait signe qu'il comprenait et sembla heureux.
Jamyang Norbu propose une explication au geste de Ngodup : « Dans la dernière photographie qu'on connait de lui, prise devant la tente des grévistes de la faim à Delhi, Thubten Ngodup sourit…  Il n'y a trace ni de colère ni de fanatisme (ni de dépression alcoolique) dans ce sourire. C'était un homme simple, qui déchiffrait péniblement le tibétain, mais quand je contemple cette photo, j'ai le sentiment de voir le visage paisible et heureux d'un homme qui a découvert une vérité fondamentale de la vie ; quelque chose qui a toujours échappé à nos dirigeants mais que, traditionnellement, les Tibétains considèrent comme fondamental pour toute grande entreprise, en particulier lorsqu'il s'agit de pratique effective du Dharma - thak choego ray : tu dois prendre une décision et agir en conséquence. » .
Cet événement inspire Les Guerriers de l'esprit, un film de Pierre Anglade.